# هيرمان هنزلمان

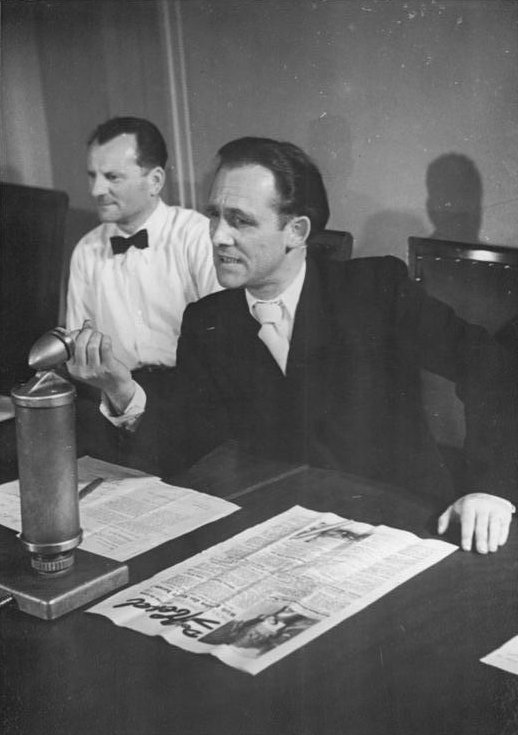
هيرمان هينزلمان عام 1949

هيرمان هنزلمان (بالألمانية: Hermann Henselmann) ، من مواليد 3 فبراير 1905 ، وتوفي بتاريخ 19 يناير 1995م، وهو مهندس معماري ألماني، واشتهر ببناء برج برلين عام 1969م، وكان هيرمان منع من العمل الهندسي والمعماري في زمن حكومة الرايخ الثالث لكونه يهودياً.

## وصلات خارجية
- هيرمان هنزلمان على موقع مونزينجر (الألمانية)

- Hermann Henselmann and the Architecture of German Socialist Realism- article in Slavonica
- قالب:ArchINFORM
- Hermann Henselmann: Architect Portrait (in German)